# 後妻打ち

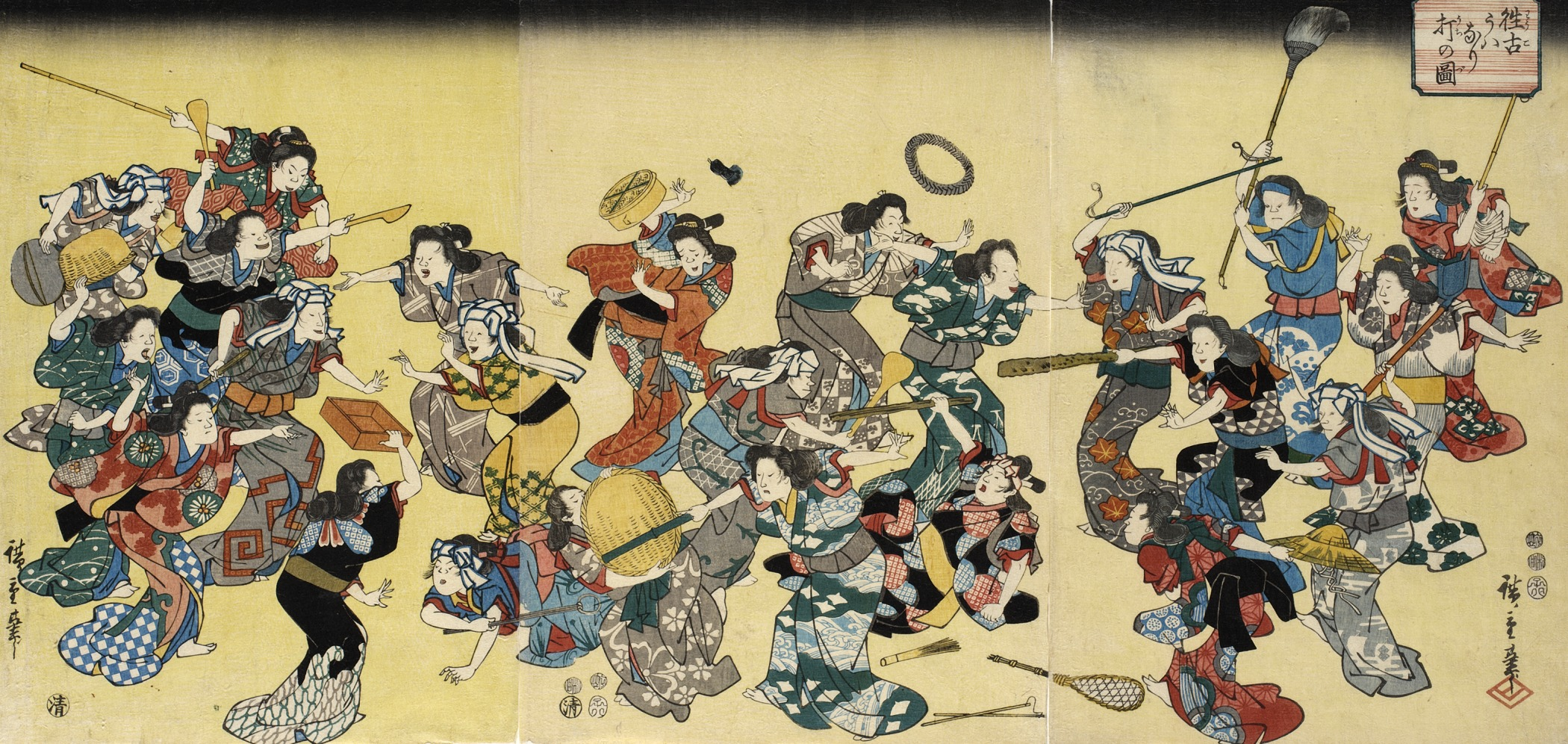
「往古うはなり打の図」　女たちが双方に別れ、箒や擂り粉木など日用の道具を持って争う。歌川広重画。

後妻打ち（うわなりうち）とは、日本の平安時代から江戸時代にかけて行われた風習のこと。夫がそれまでの妻を離縁して後妻と結婚するとき、先妻が予告した上で後妻の家を襲うというものである。さうどう打（相当打あるいは騒動打）とも称するが、時代ごとに様式は異なる。

## 解説
「うはなり」（うわなり）とは後妻のことで、かつては妻がいる上にさらに迎えた女性（妾など）を「うはなり」といったが、のちに先妻と離婚して新たにむかえた女性を「うはなり」といった。この「うはなり」を先妻が打擲することを古くは「うはなりうち」といった。
最古の記述は『権記』寛弘7年（1010年）2月18日条、祭主大中臣輔親の前妻（藤原教通の乳母）が、教通の随身や下女など30人ばかりで後妻のいた鴨院の西対を襲撃させ、内財雑物が損壊されたというものである。その二年後の『御堂関白記』寛弘9年（1012年）2月25日条にも、同じ女性が「宇波成打」（うはなりうち）を行ったとの記述がある。この他にも『宝物集』巻第二では、「うはなりうち」と称して庶民の間で掴み合いが行われていたと記されている。
武家においても、北条政子は夫源頼朝の愛妾亀の前に後妻打ちをしたことで知られる。また元亀元年（1570年）ごろ、鍋島直茂の館に先妻がたびたび「うわなり打」にやって来たが、後妻・陽泰院の説得により退散したとの以下の記述が、直茂の曾孫・光茂に仕えた山本常朝の談話を記録した『葉隠』にある。
この「うはなりうち」は時代が下った江戸時代にも受け継がれ、『土芥寇讎記』には磐城平藩主内藤忠興の正室である天光院が、忠興の妾を預かる家臣宅に薙刀で押入ったと記載されている。江戸時代の『昔々物語』（八十翁疇昔話）には後妻打ちについて「相応打」（そうおううち）、また「相当打」（そうとううち）と称し以下のように記す。
これによれば後妻打ちは、男性が妻を離別して1か月以内に後妻を迎えたときに行われる。まず前妻方から後妻のもとに使者が立てられ、その口上で「御覚悟これあるべく候、相当打何月何日参るべく候」などと述べて後妻打ちに行く旨を知らせる。当日、身代によって相応な人数を揃えて主に竹刀を携え、後妻方に押し寄せ台所から乱入し、後妻方の女性たちと打ち合う。折を見て前妻と後妻双方の仲人や侍女郎たちがともにあらわれ仲裁に入り、双方を扱って引き上げさせるという段取りであった。「待女郎」とは婚礼のとき、新郎の家に来た新婦を家の中へ案内する女性のことである。『昔々物語』は享保17年（1732年）またはその翌年の成立といわれており、それに従えば上に記される「百弐三拾年以前」の後妻打ちとは、およそ慶長のころの話となる。また最後に「百年斗已前は透（過ぐ）と是なし」ともあり、このような習俗が寛永（17世紀前半）を過ぎた頃にはすでに絶えていたのがうかがえる。
曲亭馬琴も文化8年（1811年）の『烹雑（にまぜ）の記』で『昔々物語』を引きながら後妻打ちを論評しており、山東京伝は文化10年（1813年）の『骨董集』の「後妻打古図考」で後妻打ちに関する文献や古画を紹介している。これらの文献でも既に失われた過去の風習として紹介されている。